# Jedlicze (gemeente)
De gemeente Jedlicze is een stad- en landgemeente in het Poolse woiwodschap Subkarpaten, in powiat Krośnieński.
De zetel van de gemeente is in Jedlicze.
Op 30 juni 2004 telde de gemeente 15 029 inwoners.

## Oppervlakte gegevens
In 2002 bedroeg de totale oppervlakte van gemeente Jedlicze 58,21 km², waarvan:
- agrarisch gebied: 79%
- bossen: 10%

De gemeente beslaat 6,3% van de totale oppervlakte van de powiat.

## Demografie
Stand op 30 juni 2004:
| Omschrijving                   | Totaal | Totaal | Vrouwen | Vrouwen | Mannen | Mannen |
| ------------------------------ | ------ | ------ | ------- | ------- | ------ | ------ |
| eenheid                        | aantal | %      | aantal  | %       | aantal | %      |
| inwoners                       | 15 029 | 100    | 7643    | 50,9    | 7386   | 49,1   |
| bevolkingsdichtheid (inw./km²) | 258,2  | 258,2  | 131,3   | 131,3   | 126,9  | 126,9  |

In 2002 bedroeg het gemiddelde inkomen per inwoner 1273,24 zł.

## Administratieve plaatsen (sołectwo)
- Moderówka,
- Długie,
- Chlebna,
- Dobieszyn,
- Jaszczew, Piotrówka,
- Poręby,
- Podniebyle,
- Potok,
- Żarnowiec.

## Aangrenzende gemeenten
- Chorkówka,
- Jasło,
- Krosno,
- Tarnówiec,
- Wojaszówka